# Football Club Lugano 2022-2023
Questa voce raccoglie le informazioni riguardanti il Football Club Lugano nelle competizioni ufficiali della stagione 2022-2023.

## Stagione
Nella stagione 2022-2023 il Lugano, allenato da Mattia Croci-Torti, concluse il campionato di Super League al 3º posto. In Coppa Svizzera il Lugano perse la finale con lo Young Boys. In Europa Conference League il Lugano fu eliminato al terzo turno di qualificazione dall'Hapoel Be'er Sheva.

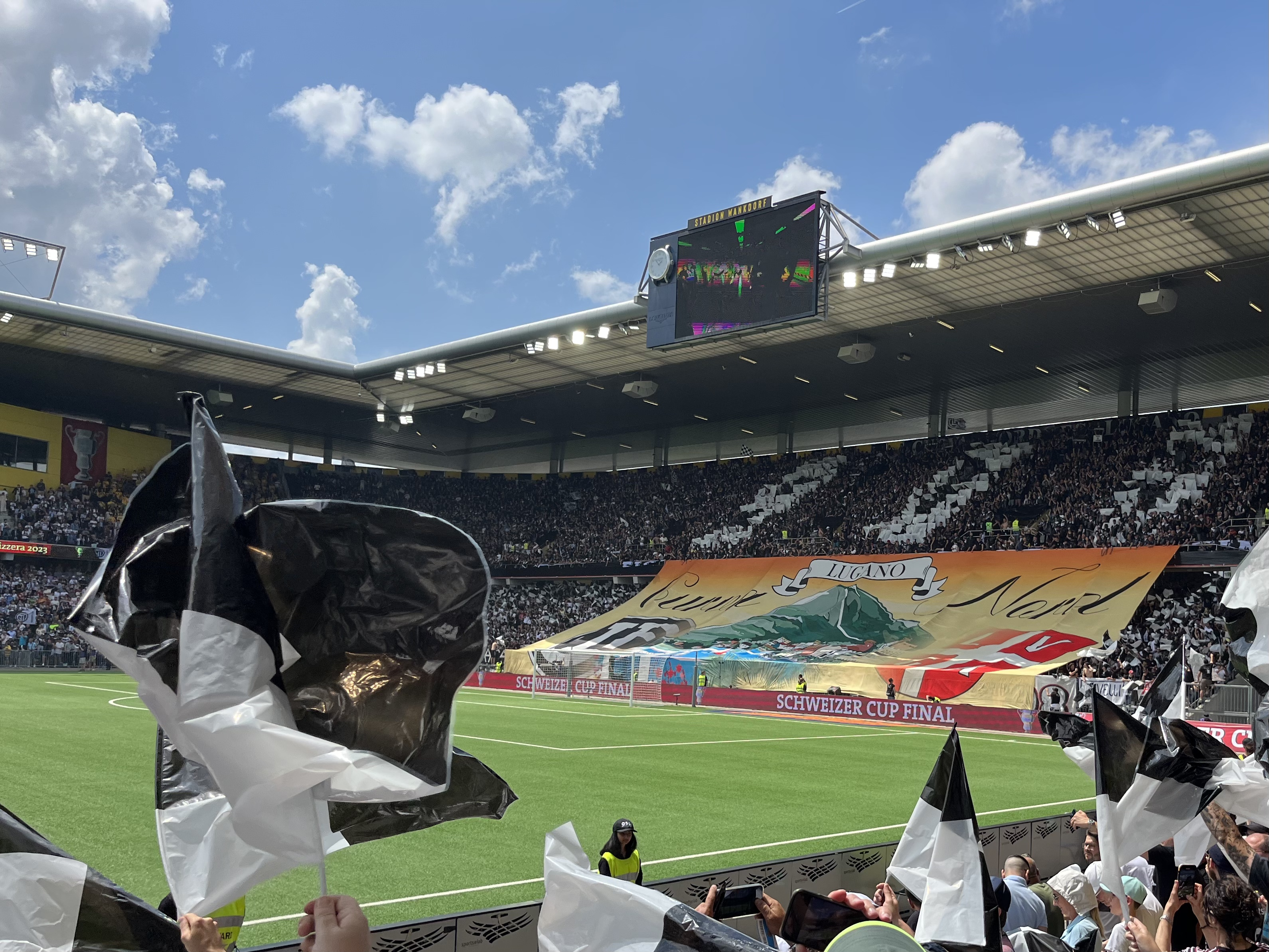
I tifosi del FC Lugano prima della finale di Coppa Svizzera 2023 allo stadio Wankdorf di Berna

## Rosa
| N. |                           | Ruolo | Calciatore          |
| -- | ------------------------- | ----- | ------------------- |
| 1  | Svizzera (bandiera)       | P     | Amir Saipi          |
| 4  | Kosovo (bandiera)         | D     | Kreshnik Hajrizi    |
| 5  | Svizzera (bandiera)       | D     | Albian Hajdari      |
| 6  | Ecuador (bandiera)        | D     | Jhon Espinoza       |
| 7  | Svizzera (bandiera)       | D     | Mickaël Facchinetti |
| 9  | Slovenia (bandiera)       | A     | Žan Celar           |
| 10 | Svizzera (bandiera)       | A     | Mattia Bottani      |
| 11 | Svizzera (bandiera)       | A     | Renato Steffen      |
| 12 | Svizzera (bandiera)       | P     | Attilio Morosoli    |
| 13 | Svizzera (bandiera)       | P     | Serif Berbić        |
| 14 | Uruguay (bandiera)        | C     | Jonathan Sabbatini  |
| 15 | Germania (bandiera)       | D     | Lukas Mai           |
| 16 | Italia (bandiera)         | C     | Andrea Maccoppi     |
| 18 | Francia (bandiera)        | C     | Hicham Mahou        |
| 20 | Costa d'Avorio (bandiera) | C     | Ousmane Doumbia     |
| 23 | Argentina (bandiera)      | D     | Milton Valenzuela   |
| 24 | Nigeria (bandiera)        | C     | Chinwendu Nkame     |

| N. |                        | Ruolo | Calciatore              |
| -- | ---------------------- | ----- | ----------------------- |
| 25 | Kosovo (bandiera)      | C     | Uran Bislimi            |
| 26 | Svizzera (bandiera)    | P     | Diego Mina              |
| 27 | Svizzera (bandiera)    | A     | Boris Babić             |
| 29 | Tunisia (bandiera)     | C     | Hadj Mahmoud            |
| 30 | Svizzera (bandiera)    | D     | Fabio Daprelà           |
| 31 | Argentina (bandiera)   | A     | Ignacio Aliseda         |
| 34 | Svizzera (bandiera)    | D     | Allan Arigoni           |
| 41 | Svizzera (bandiera)    | D     | Noah De Queiroz         |
| 43 | Svizzera (bandiera)    | D     | Luca Molino             |
| 44 | Italia (bandiera)      | D     | Matteo Lape             |
| 45 | Svizzera (bandiera)    | C     | Michel de Jesus         |
| 46 | Svizzera (bandiera)    | D     | Fabian Stöber           |
| 47 | Algeria (bandiera)     | A     | Mohamed El Amine Amoura |
| 48 | Italia (bandiera)      | C     | Simone Musumeci         |
| 50 | Stati Uniti (bandiera) | C     | Johann Angstmann        |
| 58 | Nigeria (bandiera)     | P     | Sebastian Osigwe        |
| 77 | Rep. Ceca (bandiera)   | C     | Roman Macek             |

## Organigramma societario
Area tecnica
- Allenatore: Mattia Croci-Torti
- Allenatore in seconda: Carlo Ortelli
- Preparatore dei portieri: Riccardo Di Benedetto, Luca Redaelli
- Preparatori atletici: Luis Suárez Arrones, Nicholas Townsend, Tommaso Bosaglia

## Calciomercato

### Sessione estiva
| Acquisti | Acquisti        | Acquisti         | Acquisti                                   |
| R.       | Nome            | da               | Modalità                                   |
| -------- | --------------- | ---------------- | ------------------------------------------ |
| P        | Serif Berbic    | Grasshoppers U21 | definitivo                                 |
| D        | Allan Arigoni   | Grasshoppers     | definitivo                                 |
| D        | Lars Lukas Mai  | Bayern Monaco    | definitivo (1,6 milioni €)                 |
| D        | Albian Hajdari  | Juventus         | prestito con opzione e obbligo di riscatto |
| D        | Noah De Queiroz | Chiasso          | definitivo                                 |
| D        | Luca Molino     | Lugano II        | definitivo                                 |
| C        | Roman Macek     | svincolato       | definitivo                                 |
| C        | Ousmane Doumbia | Zurigo           | definitivo                                 |
| C        | Uran Bislimi    | Sciaffusa        | definitivo                                 |
| C        | Hicham Mahou    | Losanna          | definitivo                                 |
| C        | Michel De Jesus | Chiasso          | definitivo                                 |
| C        | Renato Steffen  | Wolfsburg        | definitivo (750.000 €)                     |
| A        | Boris Babic     | San Gallo        | definitivo                                 |

| Cessioni | Cessioni            | Cessioni        | Cessioni      |
| R.       | Nome                | da              | Modalità      |
| -------- | ------------------- | --------------- | ------------- |
| P        | Noam Baumann        | Ascoli          | definitivo    |
| P        | Alexander Muci      | Bellinzona      | prestito      |
| D        | Numa Lavanchy       | Sion            | definitivo    |
| D        | Mijat Marić         |                 | ritiro        |
| D        | Kevin Rüegg         | Verona          | fine prestito |
| D        | Yuri                | Portuguesa      | definitivo    |
| C        | Sandi Lovric        | Udinese         | definitivo    |
| C        | Olivier Custodio    | Losanna         | definitivo    |
| C        | Stefano Guidotti    | San Gallo       | definitivo    |
| A        | Nikolas Muci        | Wil             | prestito      |
| A        | Alessandro Casciato | Rapperswil-Jona | prestito      |

### Sessione invernale
| Acquisti | Acquisti      | Acquisti     | Acquisti   |
| R.       | Nome          | da           | Modalità   |
| -------- | ------------- | ------------ | ---------- |
| D        | Jhon Espinoza | Chicago Fire | definitivo |

| Cessioni | Cessioni             | Cessioni     | Cessioni                         |
| R.       | Nome                 | da           | Modalità                         |
| -------- | -------------------- | ------------ | -------------------------------- |
| D        | Reto Ziegler         | Sion         | definitivo                       |
| C        | Adrian Durrer        | Bellinzona   | prestito                         |
| A        | Maren Haile-Selassie | Chicago Fire | prestito con diritto di riscatto |

## Risultati

### Super League

#### Prima fase, girone di andata
| Arbitro: | San |

|                              |           |                                           |
| Sabbatini 61’ De Queiroz 88’ | Marcatori | 43’ (aut.) Daprelà 59’ Cavaré 85’ Schmied |

| Arbitro: | Horisberger |

|                 |           |                  |
| Kawabe 12’, 47’ | Marcatori | 79’ (rig.) Celar |

| Arbitro: | Cibelli |

|           |           |                                                      |
| Buess 12’ | Marcatori | 20’, 90’ (rig.) Celar 22’ Haile-Selassie 31’ Bottani |

| Arbitro: | Bieri |

|             |           |                     |
| Ziegler 75’ | Marcatori | 32’ Dorn 84’ Beloko |

| Arbitro: | Dudic |

|  |           |                       |
|  | Marcatori | 90’ Babić 90’ Mahmoud |

| Arbitro: | Horisberger |

|                           |           |                                               |
| Celar 6’ (rig.) Babić 65’ | Marcatori | 29’ Guillemenot 45’ Witzig 59’ (rig.) Görtler |

| Arbitro: | Dudic |

|           |           |                       |
| Tosin 24’ | Marcatori | 5’ Steffen 90’ Amoura |

| Arbitro: | Wolfensberger |

|                                |           |  |
| Nsame 2’, 64’ Itten 41’ (rig.) | Marcatori |  |

| Arbitro: | Bieri |

|               |           |  |
| Sabbatini 35’ | Marcatori |  |

#### Prima fase, girone di ritorno
| Arbitro: | Fähndrich |

|           |           |  |
| Mahou 33’ | Marcatori |  |

| Arbitro: | Wolfensberger |

|          |           |           |
| Akolo 9’ | Marcatori | 83’ Celar |

| Arbitro: | Schärer |

|             |           |                                          |
| Ziegler 26’ | Marcatori | 21’ Nsame 68’ Garcia 80’ Imeri 90’ Itten |

| Arbitro: | Gianforte |

|                                  |           |             |
| Meyer 66’ (rig.), 82’ Dräger 69’ | Marcatori | 61’ Bislimi |

| Arbitro: | Fähndrich |

|                            |           |                       |
| Rouiller 3’ Stevanović 26’ | Marcatori | 41’ Celar 82’ Doumbia |

| Arbitro: | Wolfensberger |

|                         |           |  |
| Steffen 12’ Aliseda 71’ | Marcatori |  |

| Arbitro: | Cibelli |

|                          |           |               |
| Celar 7’, 15’ Amoura 89’ | Marcatori | 20’ Di Giusto |

| Arbitro: | Fähndrich |

|                                |           |                                 |
| Cyprien 24’ Doumbia 76’ (aut.) | Marcatori | 3’ Amoura 33’ Steffen 90’ Celar |

| Arbitro: | San |

|             |           |            |
| Aliseda 88’ | Marcatori | 42’ Kawabe |

#### Seconda fase, girone di andata
| Arbitro: | Gianforte |

|               |           |  |
| Di Giusto 45’ | Marcatori |  |

| Arbitro: | Kanagasingam |

|                  |           |              |
| Celar 38’ (rig.) | Marcatori | 16’ Abubakar |

| Arbitro: | Cibelli |

|           |           |                |
| Nsame 48’ | Marcatori | 38’ Valenzuela |

| Arbitro: | Wolfensberger |

|                       |           |                    |
| Celar 33’ Aliseda 38’ | Marcatori | 74’ Males 83’ Lang |

| Arbitro: | Schnyder |

|         |           |             |
| Sio 66’ | Marcatori | 34’ Doumbia |

| Arbitro: | Staubli |

|                           |           |  |
| Aliseda 22’ Sabbatini 45’ | Marcatori |  |

| Arbitro: | Turkes |

|           |           |           |
| Celar 90’ | Marcatori | 74’ Valls |

| Arbitro: | Horisberger |

|                       |           |           |
| Shabani 41’ Pusic 67’ | Marcatori | 30’ Celar |

| Arbitro: | Horisberger |

|             |           |                  |
| Steffen 22’ | Marcatori | 90’ (rig.) Akolo |

#### Seconda fase, girone di ritorno
| Ginevra 15 aprile 2023, ore 18:00 CEST 28ª giornata | Servette | 0 – 0 referto | Lugano | Stade de Genève (4 141 spett.)\| Arbitro: \| Schnyder \| |
| Arbitro:                                            | Schnyder |               |        |                                                          |

| Arbitro: | Staubli |

|                           |           |  |
| Valenzuela 90’ Amoura 90’ | Marcatori |  |

| Arbitro: | Cibelli |

|            |           |                        |
| Witzig 19’ | Marcatori | 57’ Amoura 86’ Bislimi |

| Arbitro: | Horisberger |

|                                            |           |              |
| Aliseda 25’, 78’ Amoura 59’, 64’ Celar 70’ | Marcatori | 45’ Demhasaj |

| Arbitro: | Wolfensberger |

|                    |           |                       |
| Beka 27’ Meyer 36’ | Marcatori | 52’ Celar 74’ Steffen |

| Arbitro: | Staubli |

|                         |           |            |
| Aliseda 15’ Arigoni 21’ | Marcatori | 16’ Ardaiz |

| Arbitro: | Fähndrich |

|            |           |             |
| Zeqiri 35’ | Marcatori | 84’ Steffen |

| Arbitro: | Cibelli |

|                        |           |  |
| Aliseda 77’ Amoura 89’ | Marcatori |  |

| Arbitro: | Dudic |

|                     |           |                                   |
| Šimić 86’ Tosin 89’ | Marcatori | 18’ Hajrizi 41’ Celar 90’ Steffen |

### Coppa Svizzera
| Arbitro: | Drmic |

|               |           |                                                    |
| Šabanović 88’ | Marcatori | 24’, 44’ Arigoni 73’ Mahou 79’, 80’ Haile-Selassie |

| Arbitro: | Kanagasingam |

|  |           |                                       |
|  | Marcatori | 47’ Babić 70’, 89’ Aliseda 87’ Amoura |

| Arbitro: | Horisberger |

|             |           |  |
| Bottani 67’ | Marcatori |  |

| Arbitro: | Schärer |

|  |           |                                             |
|  | Marcatori | 62’ Amoura 72’ (rig.) Aliseda 81’ Sabbatini |

| Arbitro: | San |

|                                   |                      |                                      |
| Kutesa 22’ Crivelli 90’           | Marcatori            | 31’, 40’ Aliseda                     |
| Stevanović Pflücke Crivelli Mbabu | Tiri di rigore 3 – 5 | Celar Bottani Amoura Macek Sabbatini |

| Arbitro: | Fähndrich |

|                         |           |                         |
| Nsame 20’, 45’ Elia 85’ | Marcatori | 53’ Bottani 87’ Steffen |

### UEFA Europa Conference League

#### Fase di qualificazione
| Arbitro: | Fabbri |

|  |           |                        |
|  | Marcatori | 39’ Yosefi 85’ Selmani |

| Arbitro: | Munuera |

|                                         |           |                    |
| Vítor 51’ Hajdari 61’ (aut.) Hatuel 85’ | Marcatori | 73’ (rig.) Doumbia |

## Statistiche

### Statistiche di squadra
| Competizione                  | Punti | In casa | In casa | In casa | In casa | In casa | In casa | In trasferta | In trasferta | In trasferta | In trasferta | In trasferta | In trasferta | Totale | Totale | Totale | Totale | Totale | Totale | DR  |
| Competizione                  | Punti | G       | V       | N       | P       | Gf      | Gs      | G            | V            | N            | P            | Gf           | Gs           | G      | V      | N      | P      | Gf     | Gs     | DR  |
| ----------------------------- | ----- | ------- | ------- | ------- | ------- | ------- | ------- | ------------ | ------------ | ------------ | ------------ | ------------ | ------------ | ------ | ------ | ------ | ------ | ------ | ------ | --- |
| Super League                  | 57    | 18      | 9       | 5       | 4       | 32      | 21      | 18           | 6            | 7            | 5            | 27           | 26           | 36     | 15     | 12     | 9      | 59     | 47     | +12 |
| Coppa Svizzera                | -     | 1       | 1       | 0       | 0       | 1       | 0       | 5            | 3            | 1            | 1            | 16           | 6            | 6      | 4      | 1      | 1      | 17     | 6      | +11 |
| UEFA Europa Conference League | -     | 1       | 0       | 0       | 1       | 0       | 2       | 1            | 0            | 0            | 1            | 1            | 3            | 2      | 0      | 0      | 2      | 1      | 5      | -4  |
| Totale                        | 57    | 20      | 10      | 5       | 5       | 33      | 23      | 24           | 9            | 8            | 7            | 44           | 35           | 44     | 19     | 13     | 12     | 77     | 58     | +19 |

### Andamento in campionato
| Giornata  | 1 | 2  | 3 | 4 | 5 | 6 | 7 | 8 | 9 | 10 | 11 | 12 | 13 | 14 | 15 | 16 | 17 | 18 | 19 | 20 | 21 | 22 | 23 | 24 | 25 | 26 | 27 | 28 | 29 | 30 | 31 | 32 | 33 | 34 | 35 | 36 |
| --------- | - | -- | - | - | - | - | - | - | - | -- | -- | -- | -- | -- | -- | -- | -- | -- | -- | -- | -- | -- | -- | -- | -- | -- | -- | -- | -- | -- | -- | -- | -- | -- | -- | -- |
| Luogo     | C | T  | T | C | T | C | T | T | C | C  | T  | C  | T  | T  | C  | C  | T  | C  | T  | C  | T  | C  | T  | C  | C  | T  | C  | T  | C  | T  | C  | T  | C  | T  | C  | T  |
| Risultato | P | P  | V | P | V | P | V | P | V | V  | N  | P  | P  | N  | V  | V  | V  | N  | P  | N  | N  | N  | N  | V  | N  | P  | N  | N  | V  | V  | V  | N  | V  | N  | V  | V  |
| Posizione | 8 | 10 | 7 | 8 | 6 | 8 | 6 | 8 | 7 | 5  | 6  | 6  | 8  | 8  | 7  | 4  | 3  | 3  | 4  | 4  | 4  | 5  | 4  | 4  | 3  | 4  | 5  | 4  | 4  | 4  | 2  | 3  | 3  | 3  | 3  | 3  |

Legenda:

Luogo: C = Casa; T = Trasferta. Risultato: V = Vittoria; N = Pareggio; P = Sconfitta.

### Statistiche dei giocatori
| Giocatore         | Super League | Super League | Super League | Super League | Coppa Svizzera | Coppa Svizzera | Coppa Svizzera | Coppa Svizzera | Totale   | Totale | Totale      | Totale     |
| Giocatore         | Presenze     | Reti         | Ammonizioni  | Espulsioni   | Presenze       | Reti           | Ammonizioni    | Espulsioni     | Presenze | Reti   | Ammonizioni | Espulsioni |
| ----------------- | ------------ | ------------ | ------------ | ------------ | -------------- | -------------- | -------------- | -------------- | -------- | ------ | ----------- | ---------- |
| I. Aliseda        | 23           | 8            | 0            | 0            | 4              | 5              | 0              | 0              | 27       | 13     | 0           | 0          |
| M. Alshikh        | 0            | 0            | 0            | 0            | 0              | 0              | 0              | 0              | 0        | 0      | 0           | 0          |
| M. Amoura         | 31           | 8            | 2            | 0            | 4              | 2              | 0              | 0              | 35       | 10     | 2           | 0          |
| J. Angstmann      | 1            | 0            | 0            | 0            | 0              | 0              | 0              | 0              | 1        | 0      | 0           | 0          |
| A. Arigoni        | 26           | 1            | 10           | 0            | 4              | 2              | 1              | 0              | 30       | 3      | 11          | 0          |
| B. Babić          | 26           | 2            | 3            | 0            | 4              | 1              | 0              | 0              | 30       | 3      | 3           | 0          |
| S. Berbić         | 1            | 0            | 0            | 0            | 0              | 0              | 0              | 0              | 1        | 0      | 0           | 0          |
| U. Bislimi        | 30           | 2            | 3            | 0            | 6              | 0              | 1              | 0              | 36       | 2      | 4           | 0          |
| M. Bottani        | 25           | 1            | 0            | 1            | 5              | 2              | 0              | 0              | 30       | 3      | 0           | 1          |
| A. Casciato       | 1            | 0            | 0            | 0            | 0              | 0              | 0              | 0              | 1        | 0      | 0           | 0          |
| Ž. Celar          | 30           | 16           | 3            | 0            | 4              | 0              | 0              | 0              | 34       | 16     | 3           | 0          |
| F. Daprelà        | 25           | 0            | 5            | 1            | 5              | 0              | 1              | 0              | 30       | 0      | 6           | 1          |
| N. De Queiroz     | 1            | 1            | 0            | 0            | 0              | 0              | 0              | 0              | 1        | 1      | 0           | 0          |
| O. Doumbia        | 35           | 2            | 4            | 0            | 6              | 0              | 3              | 0              | 41       | 2      | 7           | 0          |
| A. Durrer         | 4            | 0            | 0            | 0            | 0              | 0              | 0              | 0              | 4        | 0      | 0           | 0          |
| J. Espínoza       | 16           | 0            | 2            | 0            | 2              | 0              | 0              | 0              | 18       | 0      | 2           | 0          |
| M. Facchinetti    | 9            | 0            | 1            | 0            | 2              | 0              | 0              | 0              | 11       | 0      | 1           | 0          |
| M. Haile-Selassie | 15           | 1            | 2            | 0            | 3              | 2              | 0              | 0              | 18       | 3      | 2           | 0          |
| A. Hajdari        | 18           | 0            | 7            | 0            | 5              | 0              | 1              | 0              | 23       | 0      | 8           | 0          |
| K. Hajrizi        | 19           | 1            | 8            | 0            | 2              | 0              | 0              | 0              | 21       | 1      | 8           | 0          |
| M. Lape           | 0            | 0            | 0            | 0            | 0              | 0              | 0              | 0              | 0        | 0      | 0           | 0          |
| A. Maccoppi       | 0            | 0            | 0            | 0            | 0              | 0              | 0              | 0              | 0        | 0      | 0           | 0          |
| R. Macek          | 29           | 0            | 3            | 0            | 4              | 0              | 1              | 0              | 33       | 0      | 4           | 0          |
| H. Mahmoud        | 19           | 1            | 4            | 1            | 2              | 0              | 1              | 0              | 21       | 1      | 5           | 1          |
| H. Mahou          | 18           | 1            | 3            | 1            | 3              | 1              | 0              | 0              | 21       | 2      | 3           | 1          |
| L. Mai            | 19           | 0            | 1            | 0            | 4              | 0              | 0              | 0              | 23       | 0      | 1           | 0          |
| D. Mina           | 0            | 0            | 0            | 0            | 0              | 0              | 0              | 0              | 0        | 0      | 0           | 0          |
| L. Molino         | 0            | 0            | 0            | 0            | 0              | 0              | 0              | 0              | 0        | 0      | 0           | 0          |
| A. Morosoli       | 0            | 0            | 0            | 0            | 0              | 0              | 0              | 0              | 0        | 0      | 0           | 0          |
| S. Musumeci       | 0            | 0            | 0            | 0            | 0              | 0              | 0              | 0              | 0        | 0      | 0           | 0          |
| C. Nkame          | 3            | 0            | 0            | 0            | 0              | 0              | 0              | 0              | 3        | 0      | 0           | 0          |
| S. Osigwe         | 7            | 0            | 0            | 0            | 3              | 0              | 1              | 0              | 10       | 0      | 1           | 0          |
| J. Sabbatini      | 35           | 3            | 4            | 0            | 6              | 1              | 1              | 0              | 41       | 4      | 5           | 0          |
| A. Saipi          | 28           | 0            | 4            | 0            | 3              | 0              | 0              | 0              | 31       | 0      | 4           | 0          |
| L. Srdić          | 0            | 0            | 0            | 0            | 0              | 0              | 0              | 0              | 0        | 0      | 0           | 0          |
| R. Steffen        | 28           | 7            | 9            | 0            | 5              | 1              | 0              | 0              | 33       | 8      | 9           | 0          |
| F. Stöber         | 0            | 0            | 0            | 0            | 0              | 0              | 0              | 0              | 0        | 0      | 0           | 0          |
| M. Valenzuela     | 30           | 2            | 8            | 1            | 6              | 0              | 1              | 0              | 36       | 2      | 9           | 1          |
| R. Ziegler        | 10           | 2            | 1            | 0            | 2              | 0              | 0              | 0              | 12       | 2      | 1           | 0          |
| M. de Jesus       | 0            | 0            | 0            | 0            | 0              | 0              | 0              | 0              | 0        | 0      | 0           | 0          |